# Klas Wolf-Watz
Klas Otto Wolf-Watz, född 12 oktober 1972, är en svensk journalist verksam vid Sveriges Radio.

## Biografi
Wolf-Watz studerade journalistik vid JMK vid Stockholms universitet. Han började 1996 arbeta vid Sveriges Radio, inledningsvis som praktikant vid Studio Ett 1996. Han har också varit verksam vid Ekoredaktionen, P1-morgon och Folkradion.
I november 2019 blev Wolf-Watz tillförordnad chef och ansvarig utgivare för Ekoredaktionen efter Olle Zachrison; i mars 2020 tillträdde han som ordinarie chef för Ekoredaktionen.